# Политическая лингвистика
Политическая лингвистика — дисциплина, возникшая на пересечении двух наук — политологии и лингвистики, имеющая целью установление закономерностей взаимовлияния общественно-политических событий на изменения в языке и наоборот.

## Этапы развития политической лингвистики

### Начало XX века
Изначально дисциплина считалась разновидностью стилистических или риторических исследований. Материалы по теме носили скорее рекомендательный или критический характер, то есть имели целью показать своим читателям, каким образом можно добиться успеха в публичных выступлениях или иной публичной речевой деятельности, в том числе в политической сфере. Особенно активно изучались разнообразные аспекты риторического мастерства политических лидеров и их «разоблачение».

### 20 — 50-е годы
Становление политической лингвистики как отдельной науки происходило после первой мировой войны, которая привела к многочисленным человеческим потерям (9,5 млн чел.) исчезновению с политической карты мира 4-х империй, переделу границ государств, коренному изменению мировосприятия людей. В изменившемся после неё мире исследование политической коммуникации и её взаимосвязи с общественно-политическими процессами становилось всё более необходимым. Опыт пропагандистского противостояния воюющих стран отчётливо продемонстрировал, что знание о механизмах манипуляции общественным мнением имеет высокую научную и гуманитарную ценность. Наиболее значимые работы этого периода связаны с деятельностью Уолтера Липпманна, который занимался созданием пропагандистских листовок для армии союзников во Франции. Именно Липпман является автором понятия «процесса установки повестки дня» (agenda-setting process), то есть высвечивания в политической коммуникации одних вопросов и замалчивания других. Таким образом, учёный разграничил реальную актуальность той или иной проблемы и её «важность» в восприятии общества. Также У. Липпманн впервые предпринял попытку применить контент-анализ для изучения представлений человека о политической ситуации в мире. В 1920 году он опубликовал исследование текстов блока материалов «The New York Times» об Октябрьской революции 1917 года, которое чётко демонстрировало, что среднестатистическому американцу невозможно было составить сколько-нибудь объективного мнения о происходящих в мире событиях ввиду антибольшевистской предвзятости анализируемых текстов.
Ещё один исследователь этого периода — П. Лазарсфельд. Он занимался изучением зависимости электорального поведения от предвыборной агитации в СМИ. Наиболее известно его исследование, приуроченное к президентским выборам 1940-х годов. В течение полугода Лазарсфельд опрашивал фокус-группу, состоящую из 600 человек, для того, чтобы определить эффективность агитационной кампании(в частности, политических текстов СМИ). По итогам исследования выяснилось, что только 54 респондента изменили свои мнения о кандидатах, а ещё меньшее количество опрашиваемых сделали это из-за информации, публикуемой в СМИ.
Вторая мировая война (более разрушительная по масштабам, чем первая) обострила потребность в исследованиях и осмыслении роли языка в политике Значительный вклад в становление и развитие политической лингвистики на этом этапе. кроме специалистов по коммуникации, внесли английский писатель Джордж Оруэлл и немецкий литературовед Виктор Клемпер, критически исследовавшие тоталитарный дискурс. Современные политические лингвисты часто отмечают пророческий дар Джорджа Оруэлла, который в своём произведении «1984», написанном в 1947 году, наглядно показал, каким образом при помощи языка можно заставить человека поверить лжи и считать её подлинной правдой, как именно можно положить в основу государственной идеологии оксюморонные лозунги «Война — это мир», «Свобода — это рабство» и «Незнание — это сила». В частности, в романе были описаны принципы «двоемыслия» и дан словарь «новояза», то есть охарактеризованы способы речевой манипуляции человеческим сознанием с целью завоевания и удержания власти в тоталитарном государстве. Описанный Дж. Оруэллом «новояз» — плод его фантазии. А немецкий филолог Виктор Клемпер сам в течение 12 лет наблюдал за фашистским «новоязом» и описал его в своей книге «LTI. Язык третьего рейха. Записки филолога». Практика фашистского «новояза» оказалась многообразнее и изощрённее фантазии Дж. Оруэлла.

### 60 — 80-е годы
В эти годы — годы холодной войны — в понятийном аппарате лингвистики появляется новое понятие «ядерный язык», который политики используют для оправдания возможного применения ядерного оружия и катастрофических последствий этого события.
В текстах появляются метафорические образы возможной ядерной катастрофы («ядерная зима», «ядерный апокалипсис», «поджигатели войны» и д.р.).
Кроме того в этот период проводятся исследования политической лексики, теории и практики политической аргументации, политических метафор, исследуется практика функционирования политического языка в политических дебатах, предвыборных кампаниях; уточняется научный аппарат политической лингвистики.
В это время внимание специалистов было сосредоточено на изучении коммуникативной практики в современных западных демократических государствах. Эти исследования показали, что и в условиях «свободы» постоянно используется языковая манипуляция сознанием.

### Конец XX века и начало XXI века
В этот период происходят два значительных события в мире: окончание холодной войны и начало «перестройки» в России. На этом фоне происходит «глобализация» политической лингвистики Она привлекает внимание специалистов в Азии, Африке, Латинской Америке и др.странах. На постсоветском пространстве активнее осваиваются, ранее недоступные для исследования по политическим причинам, проблемы политической лингвистики. расширяется сфера научных интересов учёных, исследуются новые аспекты взаимодействия языка, власти и общества (дискурс терроризма, политкорректность, социальная толерантность, фундаменталистский дискурс и др.)
Политическая лингвистика становится самостоятельным научным направлением со своими предметом и объектом исследования, методологическим аппаратом, научными школами (Екатеринбургской, Тюменской, Волгоградской, Санкт-Петербургской, Воронежской, Краснодарской).

## Предмет и цель политической лингвистики
Существует два принципиально различных подхода к предмету политической лингвистики.

Первый определяет содержательные границы политической лингвистики как совпадающие с политическим дискурсом или дискурсивным анализом политики. Этот подход рассматривает политическую лингвистику как один из разделов прикладной лингвистики. Согласно данному подходу «предмет политической лингвистики — политический дискурс как совокупность дискурсивных практик, идентифицирующих участников политического дискурса как таковых, или формирующих конкретную тематику политической коммуникации».

Второй подход рассматривает политическую лингвистику как самостоятельное, междисциплинарное и комплексное научное направление. Согласно этому подходу предмет исследования политической лингвистики — политическая коммуникация, то есть речевая деятельность, ориентированная на пропаганду тех или иных идей, эмоциональное воздействие на граждан страны и побуждение их к политическим действиям, для выработки общественного согласия, принятия и обоснования социально-политических решений в условиях множественности точек зрения в обществе.
Французский социолог Р.-Ж. Шварценберг писал, что политическая коммуникация для политической системы «это то же, что кровообращение для организма человека». Основная цель политической лингвистики — исследование многообразных взаимоотношений между языком, мышлением, коммуникацией, субъектами политической деятельности и политическим состоянием общества, что создаёт условия для выработки оптимальных стратегий и тактик политической деятельности.

## Понятийный аппарат политической лингвистики
Понятия, связанные с политической коммуникацией.
- Политическая коммуникация — это процесс общения между участниками политической деятельности. :
- Политический язык — ориентированный на сферу политики вариант национального языка.
- Политический текст- текст, предназначенный для воздействия на политическую ситуацию при помощи пропаганды политических идей, эмоционального воздействия на граждан и побуждения их к политическим действиям. Для политического текста характерна прямая или косвенная ориентированность на вопросы распределения и использования политической власти.
- Стиль политического языка- это речевые особенности использования национального языка, характерные для определённого политика, определённой политической организации. Например, представители либеральных взглядов активно используют иностранные политические термины, а представители национально — патриотических сил предпочитают традиционные русские слова и выражения.
- Жанр политической речи — средство индивидуализации текста. По функциональному назначению различают: ритуальные жанры (приветственное слово, инаугурационное обращение и др.), ориентационные жанры (указы, доклады, договоры и др.), агональные жанры (лозунг, листовка, выступление на митинге), информативные жанры (газетная публикация, обращение граждан к политикам).
- Политический дискурс. Не имеет единого определения. В российской науке дискурс определяется как текущая речевая деятельность в данной сфере. По определению Т. А. ван Дейка, дискурс — сложное единство языковой формы, значения и действия, которое соответствует понятию «коммуникативное событие». По образному выражению Н. Д. Арутюновой, дискурс — это речь, погружённая в жизнь.
- Митинговый дискурс — разновидность политического дискурса, в котором на содержание и оформление текстов оказывает влияние политическая коммуникативная ситуация «митинг».
- Ценности и антиценности. Ценность — это то, что субъекты политической деятельности считают важным для себя, к чему они стремятся, за что готовы бороться. Например, «Высшие ценности — человек». Антиценности — то, что воспринимается как нежелательное, вредное, против чего борются субъекты политической деятельности. Например, коррупция, терроризм.

## Сферы исследования политической лингвистики

### Исследование языковых, текстовых или дискурсивных феноменов
В данной сфере специалисты изучают единицы, относящиеся к тому или иному языковому уровню (лексика, фразеология, морфология, синтаксис), или текстовые единицы — жанровые особенности политических текстов, их композицию, средства связи между частями, текстовые средства акцентирования смыслов и т. п. Также к этой сфере исследование относится изучение так называемого «речевого поведения».

### Исследование современного политического языка
Данная сфера исследований политической лингвистика посвящена динамике метафорических систем и корреляции между эволюцией политических метафор и изменениями общественно-политической ситуации в мире, в частности, их свойства архетипичности и вариативности.
Первое свойство выражается в том, что система политических метафор имеет устойчивое ядро, не меняется со временем и воспроизводится в политической коммуникации на протяжении многих веков, то есть любой стране современного мира политические метафоры остаются неизменными, отражают устойчивые детерминанты человеческого сознания или архетипы коллективного бессознательного. А второе, противоречащее ему, заключается в том, что развитие культуры, науки, политических событий и техники не может не воздействовать на их эволюцию и изменение.

### Исследование общих закономерностей политической коммуникации — изучение идиостилей различных политических лидеров, политических направлений и партий
Эта сфера исследований посвящена изучению идиолектов так называемым «речевым портретам» ведущих политиков. Специалисты стремятся также охарактеризовать роль идиостиля в формировании харизматического восприятия политика, обращаются к особенностям речи конкретных политических лидеров.
В отдельную группу следует выделить исследования, посвящённые взаимосвязи политической позиции и речевых средств её выражения. В частности обнаружено, что политические экстремисты (как правые, так и левые) более склонны использовать метафорические образы. Легко заметить повышенную агрессивность речи ряда современных политиков, придерживающихся националистических взглядов. Особый интерес представляет сопоставление метафор в коммуникативной практике политиков из разных государств. В работах Дж. Чартериса-Блэка, изучающего риторику британских и американских политиков, показано, как метафоры регулярно используются в выступлениях политических лидеров США и Великобритании для актуализации нужных эмотивных ассоциаций и создания политических мифов о монстрах и мессиях, злодеях и героях. Подобные исследования позволяют выявить предпочтения конкретных политиков в выборе той или иной понятийной области для описания политической действительности. К примеру, «железная леди» М. Тетчэр склонна к военной метафорике, Дж. Буш младший активно использует криминальные образы, а С. Берлускони отдаёт предпочтение футбольным метафорам.

### Монографии и учебные пособия
- Баранов А. Н. Введение в прикладную лингвистику: Учебное пособие. / А. Н. Баранов. — М.: Эдиториал УРСС, 2001.— 360 с.
- Будаев Э. В., Чудинов А. П. Зарубежная политическая лингвистика. М.: Наука; Флинта, 2008. — 352 с.
- Будаев Э. В., Чудинов А. П. Современная политическая лингвистика. Екатеринбург: УрГПУ, 2006. — 252 с.
- ван Дейк, Теун А. Язык. Познание. Коммуникация: Пер. с англ./Сост. В. В. Петрова; Под ред. В. И. Герасимова; Вступ. ст. Ю. Н. Караулова и В. В. Петрова. — М.: Прогресс, 1989. — 312 с.
- Современная политическая лингвистика: учебное пособие / Э. В. Будаев, М. Б. Ворошилова, Е. В. Дзюба, Н. А. Красильникова; отв. ред. А. П. Чудинов; Урал. гос. пед. университет. — Екатеринбург, 2011. — 252 с.
- Паршин П. Б. Исследовательские практики, предмет и методы политической лингвистики / In Scripta linguisticae applicatae. Проблемы прикладной лингвистики. Москва, 2001.
- Романов А. А. Политическая лингвистика: Функциональный подход. Москва-Тверь: ИЯ РАН, ТвГУ, 2002. — 191 с.
- Тихонова М. С. Политическая лингвистика: Учебное пособие / М. С. Тихонова; ОмскГУ. — Омск, 2012. — 132 с.
- Чудинов А. П. Политическая лингвистика: Учебное пособие / А. П. Чудинов; Изд-ва «Флинта», «Наука». — Москва. 2006. — 256 с.
- Чернявская В. Е., Молодыченко Е. Н. История в дискурсе политики: лингвистический образ «своих» и «чужих». Монография. — М.: ЛЕНАНД. 2018. — ISBN 978-5-9710-0967-2
- Шапочкин Д. В. Политический дискурс: когнитивный аспект/Д. В. Шапочкин: Издательство Тюменского государственного университета. — Тюмень. 2018. — 292 с.
- Шапочкин Д. В. Прототипические модели в языках и дискурсах : монография / [Д. В. Шапочкин и др.] ; Министерство науки и высшего образования Российской Федерации, Тюменский государственный университет, Институт социально-гуманитарных наук. — Тюмень: Издательство Тюменского государственного университета, 2018. — 148 с.
- Шейгал Е. И. Семиотика политического дискурса / Е. И. Шейгал. — Волгоград, 2000. — 431 с.
- Шварценберг Р.-Ж. Политическая социология. М., 1992. — 175 с.

### Статьи
- Баранов А. Н. Политический дискурс: прощание с ритуалом // Человек. — 1997. — № 6. — С. 108—118.
- Ворошилова М. Б. «Политическая лингвистика»: вехи развития Архивная копия от 27 мая 2015 на Wayback Machine // Педагогическое образование в России. — 2014. — № 1. — С. 45-48.
- Пименова М. В. Политическая концептуальная система // Политическая лингвистика. — 2010. — № 2 (32). — С. 47-57.
- Синельникова Л. Н. Политическая лингвистика: координаты междисциплинарности // Политическая лингвистика. — 2009. — № 30. — С. 41-47.